# F. Kenneth Iverson
F. Kenneth Iverson (* 18. September 1925 in Downers Grove, Illinois; † 14. April 2002) war ein US-amerikanischer Manager.

## Leben
F. Kenneth Iverson wurde 1925 in Downers Grove geboren, einer Kleinstadt im Westen von Chicago. Iverson besuchte die Northwestern University von 1943 bis 1944 aber verließ diese, um in der U.S. Navy seinen Kriegsdienst im Zweiten Weltkrieg zu leisten. Er verließ die Navy im Range eines Lieutenants.
1946 beendete er sein Studium an der Cornell University mit dem Abschluss als Luftfahrt-Ingenieur. 1947 erwarb er einen Masters-Abschluss in Maschinenbau an der Purdue University.
Nach einigen Ingenieur-Tätigkeiten kam Iverson zum Vulcraft-Bereich der Nuclear Corporation of America, welche ihren Sitz in Phoenix, Arizona hatte und Stahlprodukte herstellte. Innerhalb von drei Jahren machte er diesen Bereich zu einem wirtschaftlichen Erfolg, während der Rest des Konzerns pleiteging. 1965 wurde Iverson daraufhin Vorstandsvorsitzender des insolventen Mutterkonzerns Nuclear. Iverson verkaufte oder liquidierte die Verlustbringer, verlegte den Sitz nach Charlotte, North Carolina und konzentrierte sich auf die Stahlherstellung. Dabei setzte er als einer der Ersten die Elektrostahl-Technologie ein.
Im Jahr 1972 wurde die Firma in Nucor umbenannt, da sie mit Nukleartechnologie eigentlich nichts zu tun hatte.
Das Besondere an Ken Iverson war seine Management-Philosophie und seine Art das Unternehmen zu führen. Diese Philosophie hat er in einem leicht autobiographischen Buch festgehalten („Plain Talk“), welches der deutsche (Stahl-)Unternehmer Jürgen Großmann unter dem Titel „Mal ehrlich...“ übersetzen ließ. Dieses Buch ist über die Georgsmarienhütte GmbH zu beziehen.

## Werke
- Plain Talk: Lessons from a Business Maverick, John Wiley & Sons (1997) ISBN 978-0-471-15514-0
- Mal ehrlich...., Fromm (1998) ISBN 978-0-471-15514-0